# Piaveț, Kărdjali
Piaveț (în bulgară Пиявец) este un sat în comuna Momcilgrad, regiunea Kărdjali,  Bulgaria. 

## Demografie
Componența etnică a satului Piaveț
     Turci (98,57%)
     Nicio identificare (1,42%)
     Altele (0%)
La recensământul din 2011, populația satului Piaveț era de 70 locuitori. Din punct de vedere etnic, majoritatea locuitorilor (98,57%) erau turci. Pentru 1,42% din locuitori nu este cunoscută apartenența etnică.